# 시로미촌
시로미촌(城見村)은 오카야마현 오다군에 있던 촌이다. 현재의 가사오카시의 일부에 해당한다.